# Geon (fizika)
Geón je v teoretični splošni teoriji relativnosti elektromagnetno ali gravitacijsko valovanje, ki ga v strnjenem območju prostor-časa drži skupaj gravitacijski privlak lastne energije polja. Teoretično je ta telesa raziskoval John Archibald Wheeler leta 1955 in pri tem skoval izraz skrčenje »gravitacijsko elektromagnetne entitete.«

## Pregled
Ker je splošna teorija relativnosti klasična teorija polja, Wheelerjev koncept ne obravnava geona kot kvantnomehanske entitete, kar v splošnem ostaja tako še sedaj. Ne glede na to je Wheeler obravnaval možno povezavo med geoni in osnovnimi delci. Ta zamisel še vedno privlači pozornost fizikov, vendar je brez trdnejše teorije kvantne gravitacije nemogoče preskusiti točnost takšne spekulativne zamisli.
Wheeler ni podal eksplicitnih rešitev za geone glede na vakuumske Einsteinove enačbe polja. Vrzel sta delno zapolnila Dieter Brill in James Hartle leta 1964 z uvedbo Brill-Hartleovega geona (geon BH). Obravnavala sta statično sferično simetrično geometrijo in ugotovila, da gravitacijsko valovanje lahko ostane zaprto v območju dlje časa kot je čas preleta svetlobe tega območja. Takšen gravitacijski geon tvori velika količina visokofrekvenčnega gravitacijskega valovanja z majhnimi amplitudami in veliko vrtilno količino. Časovno povprečje ukrivljenosti zaradi valovanja tvori geometrijo ozadja geona in ta geometrija prestrega valovanje dolgo časa v območju prostora, imenovanem »aktivno območje.« Gravitacijski geoni so analogoni izvirnih Wheelerjevih elektromagnetnih geonov, ki so navidezno gravitacijsko vezana stanja elektromagnetne energije. Življenjska doba geonov kot takšnih in niso prave nesevalne rešitve. Gibbons in Stewart sta pokazala, da nesevalni geoni ali druge eksaktne periodične rešitve ne morejo obstajati v Einsteinovi teoriji. Rešitev z geonom BH je pomembna ker služi kot zgled v katerem gravitacijsko polje tvori in reagira na svojo efektivno napetostno energijo. Je tudi zgled netrivialne (približne) rešitve vakuumskih Einsteinovih enačb polja brez singularnosti ukrivljenosti. Anderson in Brill sta leta 1997 podala strogi dokaz, da rešitve za geone vakuumskih Einsteinovih enačb polja obstajajo, vendar ne v preprosti sklenjeni obliki.
Veliko pomembno vprašanje o geonih je ali so stabilni, ali morajo sčasoma razpasti, ker njihova energija valovanja postopoma »uhaja« stran. Na to vprašanje še niso dokončno odgovorili, vendar obstaja splošno mnenje, da verjetno ne morejo biti stabilni. To bi nasprotovalo Wheelerjevemu začetnemu upanju, da lahko geon služi kot klasični model za stabilne osnovne delce. Ne bi pa izključilo možnosti, da bi kvantni pojavi stabilizirali geone.
Različica geona je kugelblitz, črna luknja, ki jo tvori zgostitev elektromagnetne energije s tako gostoto, da okrog sebe tvori dogodkovno obzorje.